# Bernhard Bohlin
Isak Bernhard Bohlin, född 12 februari 1857 i Varberg, död 27 maj 1941 i Uppsala,
var en svensk präst. Han var far till Torsten Bohlin och Daddy Palmer.
Bohlin blev student vid Uppsala universitet 1877 och prästvigdes 1880. Han var domkyrkoadjunkt i Uppsala 1885–1893, predikant vid Akademiska sjukhuset där 1885–1888, predikant i Mikaelskapellet där 1891–1893, lärare vid Uppsala högre elementarläroverk för flickor 1885–1893, erhöll indigenatsrätt i Uppsala ärkestift 1892, blev predikant i S:t Johanneskyrkan i Göteborg 1893, kyrkoherde i Hille församling 1900 och kontraktsprost i Gästriklands östra kontrakt 1909. Han var inspektor för Gävle högre allmänna läroverk från 1911. Han utgav Kyrklig söndring i ljuset af lag och evangelium (1898), predikningar, griftetal, ströskrifter och skrev tidningsartiklar.